# Carmelo Cuttitta
Carmelo Cuttitta (ur. 24 marca 1962 w Godrano) – włoski duchowny katolicki, biskup Ragusy w latach 2015–2020.

## Życiorys

### Prezbiterat
Święcenia kapłańskie otrzymał 10 stycznia 1987 z rąk kard. Salvatore Pappalardo. Inkardynowany do archidiecezji Palermo, był m.in. wicerektorem seminarium, sekretarzem biskupim, podsekretarzem Konferencji Episkopatu Sycylii oraz proboszczem jednej z parafii w Palermo.

### Episkopat
28 maja 2007 papież Benedykt XVI mianował go biskupem pomocniczym archidiecezji Palermo, ze stolicą tytularną Novi. Sakry biskupiej udzielił mu 7 lipca 2007 arcybiskup Palermo – kard. Paolo Romeo.
7 października 2015 papież Franciszek mianował go biskupem ordynariuszem diecezji Ragusa.
28 grudnia 2020 tenże sam papież przyjął jego rezygnację z pełnionej funkcji ze względów zdrowotnych. 